# Christian Wolff (kompozytor)
Christian George Wolff (ur. 8 marca 1934 w Nicei) – amerykański kompozytor, filolog i pedagog.

## Życiorys
Syn renomowanych niemieckich wydawców żydowskiego pochodzenia – Kurta i Helen Wolffów. W 1941 wraz z rodziną wyemigrował do Stanów Zjednoczonych. W latach 1953–1963 studiował italianistykę na Uniwersytecie Florenckim oraz filologię klasyczną i komparatystykę  na Harvardzie, gdzie uzyskał doktorat (PhD), a następnie był wykładowcą do 1970. W latach 1979–1999 był profesorem literatury klasycznej i muzyki w Dartmouth College w Hanover.
Jeszcze jako nastolatek żywo interesował się muzyką eksperymentalną. W latach 1949–1951 uczył się gry na fortepianie u Grete Sultan (1949–1951) i samodzielnie studiował kompozycję. W 1950, dzięki Sultan, nawiązał kontakt z Johnem Cage’em, u którego krótko pobierał lekcje kompozycji. Pod jego wpływem dołączył do szkoły nowojorskiej, gdzie obok Cage’a współpracował z takimi kompozytorami, jak Morton Feldman, Earle Brown i David Tudor. Od 1953 współpracował też z Mercem Cunninghamem, komponując wiele utworów dla jego zespołu Merce Cunningham Dance Company.
W latach 60. – jako kompozytor, performer i improwizator – rozpoczął współpracę z brytyjską grupą free jazzową AMM i z takimi muzykami, jak John Tilbury, David Behrman, Takehisa Kosugi, Larry Polansky, Keith Rowe i Robyn Schulkowsky. W tym też czasie zetknął się z awangardzistami o radykalnych poglądach politycznych – Fredericem Rzewskim i Corneliusem Cardewem; pod ich wpływem zaczął pisać utwory wokalno-instrumentalne poświęcone tematyce politycznej, społecznej i feministycznej. Od 1983 tworzy kompozycje zwane marszami pokoju, które choć nie są marszami w tradycyjnym rozumieniu, odnoszą się do ruchu pokojowego.

## Nagrody
Wolff otrzymał liczne nagrody i granty, m.in. od DAAD Berlin (1974), Amerykańskiej Akademii Sztuki i Literatury (1975), Asian Cultural Council (1987), John Cage Award (1996) przyznawaną przez Foundation for Contemporary Arts, Fromm Music Foundation, Andrew W. Mellon Foundation. W 2000 był kompozytorem rezydentem w bostońskim New England Conservatory of Music. Jest członkiem Amerykańskiej Akademii Sztuk i Nauk i berlińskiej Akademie der Künste, został też uhonorowany doktoratem honoris causa California Institute of the Arts i brytyjskiego University of Huddersfield.

## Twórczość
Szczególną cechą muzyki Wolffa, zaszczepioną mu niewątpliwie przez Cage’a, jest indeterminizm. Kompozytor pozostawia wykonawcom pewien zakres swobody i interakcji w czasie występu, umożliwiając im kształtowanie muzyki, działanie i reagowanie na dźwięki w sposób mniej lub bardziej dowolny. W swoich kompozycjach stosuje niekonwencjonalny sposób notacji, np. partyturę słowną w Prose Collection (1968), utworze dla dowolnych wykonawców (w tym amatorów) i na dowolne instrumenty. Wykorzystuje ciszę w postaci długich pauz, jako metodę zawieszania dźwięków, aż do ich wybrzmienia. Preferuje otwartą formę z udziałem przypadku. Poszukuje nowych efektów brzmieniowych, używając instrumentów elektroakustycznych i preparowanych (np. fortepianu). 
Od lat 80. skupia się na komponowaniu utworów orkiestrowych na różne obsady – od orkiestry kameralnej do maksymalnie zwielokrotnionej. Tworzy też miniatury muzyczne, zawierające nie więcej niż 100 nut, w których zestawia mozaikowo niejednorodne struktury i różne typy notacji.
Wolff jest także autorem wielu publikacji teoretycznych o muzyce i literaturze.

## Wybrane kompozycje
(na podstawie materiału źródłowego)
- Duo na skrzypce, 1950
- For Prepared Piano, 1951
- Trio na flet, trąbkę i wiolonczelę, 1951
- For Magnetic Tape, 1952
- For Piano I, 1952
- For Piano II, 1953
- Suite I na fortepian preparowany, 1954
- For Piano with Preparations, 1955
- Duo for Pianists I, 1957
- Sonata na 3 fortepiany, 1957
- Duo for Pianists II, 1958
- For 6 or 7 Players (Music for Merce Cunningham), 1959
- Duet I na 2 fortepiany, 1960
- Suite II na róg i fortepian, 1960
- Duet II na róg i fortepian, 1961
- Duo for Violinist and Pianist, 1961
- Summerna kwartet smyczkowy, 1961
- Trio II na 2 fortepiany i perkusję, 1961
- For 5 or 10 Players na dowolne instr., 1962
- In Between Pieces dla 3 wykonawców, 1963
- Elec Spring I na róg, 2 gitary elektr. i kontrabas, 1966
- Prose Collection na dowolnych wykonawców i dowolne instrumenty, 1968
- Accompaniments na fortepian, 1972
- Lines na kwartet lub inny zespół smyczkowy, 1972
- Changing the System na 8 lub więcej wykonawców, 1974
- Exercises 1–14 na dowolne 2 lub więcej instr., 1974
- Studies na fortepian lub inne instr., 1974–1976
- String Quartet Exercises out of Songs, 1976
- String Bass Exercise out of „Bandiera rossa” na kontrabas, 1975
- Bread and Roses na fortepian, 1976
- Wobbly Music na chór i instr.; sł. am. pieśni robotniczych, 1976
- Dark as a Dungeon na klarnet, 1977
- The Death of Mother Jones na skrzypce, 1977
- Braverman Music na zespół, 1978
- Stardust Pieces na skrzypce i fortepian, 1979
- Preludes 1–11 na fortepian, 1980–81
- Isn’t this a Timena saksofon, 1981
- For Cornelius na kwartet saksofonowy, 1983
- Peace March 1 (Stop Using Uranium) na flet, 1984
- Peace March 2 na flet, klarnet, wiolonczelę, perkusję i fortepian, 1984
- Peace March 3 (The Sun is Burning) na flet, wiolonczelę i perkusję, 1984
- Piano Trio, 1985
- Bowery Preludes na zespół, 1986
- Black Song Organ Preludes, 1986
- Long Peace March na zespół, 1987
- Digger Song na skrypce, altówkę, wiolonczelę i perkusję, 1988
- Emma na altówkę, wiolonczelę i fortepian, 1989
- Mayday (Mayday Materials) na taśmę, 1989
- Malvina na koto, 1989
- 8 Days a Week Variation na fortepian, 1990
- Jasper na skrzypce i kontrabas, 1991
- Look She Said na kontrabas, 1991
- Malvina na 2 altówki, 1992
- Flutist and Guitarist, 1993
- Merce na 1–9 perkusji, 1993
- Memory na zespół, 1994
- Percussionist Songs na 1–2 perkusje, 1995
- Spring na orkiestrę kameralną, 1995
- Violist and Percussionist, 1996
- Violist Pieces na altówkę, 1997
- John, David na orkiestrę i perkusję solo, 1998
- Pulse na trąbkę i perkusję, 1998
- Schoene met Vetters na zespół, 1999
- Percussionist, 2000
- Mosaic Trio na trąbkę, skrzypce i fortepian, 2000
- Pianist-Pieces, 2001
- She had some Horses na cytrę i altówkę, 2001
- Ordinary Matter na 3 orkiestry i 1–3 dyrygentów, 2001
- Balancing na akordeon, 2002
- Peace March 8 na orkiestrę, 2002
- For E.C. na kwartet smyczkowy, 2003
- Wesleyan Organ Song na organy, 2003
- For John Ashbery’s Hoelderlin Marginalia na 2 fortepiany i skrzypce, 2004
- Another Possibility na giterę elektr., 2004
- Evening Shade, Wake Up na mały chór mieszany, 2004
- 37 Haiku na baryton, obój, róg, altówkę i wiolonczelę; sł. John Ashbery, 2005
- Woodsound & Other na perkusję, 2005
- Violin Quartet, 2006
- Quodlibet na zespół, 2007
- Grete (microexercises 23–36) dla 3 lub więcej wkonawców, na dowolne instr., 2007
- For 2 Violinists, Violist, and Cellist, 2008
- Small Preludes 1–20 na fortepian, 2008–2009
- String Trio for Robert Ashley, 2009
- For Harp Player, 2009
- London na zespół, 2010
- Duo 10 (Summer Days) na altókę i wiolonczelę, 2010